# 卡纳姆帕拉耶姆
卡纳姆帕拉耶姆（Kannampalayam），是印度泰米尔纳德邦Coimbatore县的一个城镇。总人口11890（2001年）。

## 人口
该地2001年总人口11890人，其中男性6136人，女性5754人；0—6岁人口1202人，其中男635人，女567人；识字率77.34%，其中男性为84.50%，女性为69.71%。